# Hans Johansen (politiker)
 Der er flere personer med dette navn, se Hans Johansen.
Hans Johansen (20. september 1804 i Farum – 21. februar 1862) var en dansk gårdejer og politiker.
Han var søn af gårdmand Johan Frederik Olsen (død 1841) og hustru, Mette Hansdatter (død 1839), blev 1835 ved giftermål med sin moster Ane Hansdatter (1798-1847) ejer af gården Bogø i Knardrup i Ganløse Sogn, Frederiksborg Amt. Han var sognefoged fra 1840 til sin død, ligeledes fra 1842 med få afbrydelser sogneforstanderskabets formand og 1842-51 samt på ny 1856-59 medlem af amtsrådet. Desuden beklædte han en række andre tillidshverv, blev 1850 formand for afløsningen af husmandshoveriet, 1854 tiende- og 1860 landvæsenskommissær samt 1858 repræsentant i Landbygningernes alm. Brandforsikring. Han var en meget dygtig landmand og var 1843 medstifter af amtets landboforening og senere herredskommissær i dens bestyrelse. I det politiske liv tog han også del, idet han 1848 var medlem af Roskilde Stænderforsamling og 1848-49 af Den Grundlovgivende Rigsforsamling; han hørte her til den mådeholdne side. Han giftede sig 1849 anden gang, med Maren Kirstine Rasmusdatter (født 1826), og døde 21. februar 1862.